# Condado de Columbia (Arkansas)
El condado de Columbia (en inglés: Columbia County), fundado en 1852, es un condado del estado estadounidense de Arkansas. En el 2000 tenía una población de 25 603 habitantes con una densidad poblacional de 12.9 personas por km². La sede del condado es Magnolia.

## Geografía
Según la Oficina del Censo, el condado tiene un área total de 1987 km² (767,2 mi²), de la cual 1984 km² (766 mi²) es tierra y 3 km² (1,2 mi²) es agua.

### Condados adyacentes
- Condado de Nevada (norte)
- Condado de Ouachita (noreste)
- Condado de Union (este)
- Parroquia de Claiborne, Luisiana  (sureste)
- Parroquia de Webster, Luisiana  (sur)
- Condado de Lafayette (oeste)

### Ciudades y pueblos
- Emerson
- Magnolia
- McNeil
- Taylor
- Waldo
- Atlanta

## Mayores autopistas
- U.S. Highway 79
- U.S. Highway 82
- U.S. Highway 371
- Carretera 19
- Carretera 98
- Carretera 160